# Gefangen (SOKO Leipzig)
Gefangen ist eine zweiteilige Episode der Krimiserie SOKO Leipzig. Sie wurde als Jubiläumsfolge zum zehnjährigen Bestehen der Fernsehserie produziert. Die Erstausstrahlung des ersten Teils (90 min.) fand am 7. Januar 2011 und des zweiten Teils (90 min.) fand am 14. Januar 2011 auf ZDF statt.

## Handlung
Die Studentin Nora Beier wird ermordet aufgefunden. Sie und ihre Freundin Liane haben bei einer Escort-Agentur gearbeitet. Jan vermutet, dass Liane etwas verheimlicht und trifft sich mit ihr als Kunde in einem Restaurant. Er kann ihr Vertrauen gewinnen und sie erzählt ihm, dass Nora ihre Kunden ausspioniert habe und Geld dafür verlangt habe, weswegen sie umgebracht wurde. Die Escort-Chefin Doris Berger, eine ehemalige Partnerin von Hajo, will keine Kundendaten herausgeben. Daraufhin wird Liane von Mitarbeitern eines Sicherheitsdienstes bedroht und ruft Jan zur Hilfe, der aus Notwehr den Täter erschießt. Aber ein Komplize schlägt Jan bewusstlos. Als er aufwacht, sind Liane und die Waffe des Täters weg und der Staatsanwalt beginnt gegen Jan zu ermitteln. Später wird Liane gefunden und macht eine erstaunliche Aussage: Jan habe ihren Freund aus Eifersucht erschossen. Jans Kollegen versuchen nun, seine Unschuld zu beweisen. Von Doris wissen sie die Identität des letzten Kunden und finden heraus, dass er in der Entwicklungsabteilung eines Autozulieferers gearbeitet hat. Hajo überzeugt die Agenturchefin Doris, eine Aussage zu machen. Sie soll die Auftraggeber der Spionagearbeit nennen. Aber vor Gericht kommt weder sie noch der letzte Kunde. Beide wurden ermordet. Nun muss Jan wegen Tötung im Affekt für 6 Jahre ins Gefängnis, wo er es als Polizist ziemlich schwer hat. Seine Ermordung ist geplant, doch er will sich nicht verlegen lassen. Ein Gefängnisinsasse, zuvor stellvertretender Vorsitzender einer Landesbank, schreibt Jan, der nach einem Mordversuch auf der Krankenstation liegt, die Kontonummer eines Liechtensteiner Nummernkontos auf den Arm. Seine Kollegen finden über die Kontobewegungen dieses Kontos heraus, dass ein Mitarbeiter der Firma, bei der der tote Erfinder gearbeitet hatte, dem Sicherheitsdienst hohe Summen überwiesen hatte. Um seine Unschuld an den Morden zu beweisen, entlockt er dem Leiter des Sicherheitsdienstes ein Geständnis. Damit ist Jans Schuld widerlegt. Liane hatte eine Falschaussage gemacht, weil die Verbrecher ihr drohten, ihrer Familie etwas anzutun. Nun sagt sie die Wahrheit und Jan ist wieder frei.

## Besetzung

### Hauptdarsteller
| Schauspieler             | Rollenname                              |
| ------------------------ | --------------------------------------- |
| Andreas Schmidt-Schaller | Kriminalhauptkommissar Hajo Trautzschke |
| Marco Girnth             | Kriminaloberkommissar Jan Maybach       |
| Melanie Marschke         | Kriminaloberkommissarin Ina Zimmermann  |
| Pablo Sprungala          | Kriminalkommissar Vincent Becker        |

### Nebendarsteller
| Schauspieler      | Rollenname                       |
| ----------------- | -------------------------------- |
| Michael Rotschopf | Staatsanwalt Dr. Alexander Binz  |
| Caroline Scholze  | Leni Trautzschke (Hajos Tochter) |
| Maximilian Klas   | Benni Maybach (Jans Sohn)        |
| Judith Sehrbrock  | Rechtsmedizinerin Dr. Stein      |

### Episodendarsteller
| Schauspieler             | Rollenname            |
| ------------------------ | --------------------- |
| Annika Blendl            | Liane Hellmann        |
| Ralph Herforth           | Lothar Brandt         |
| Barbara Schnitzler       | Doris Berger          |
| Matthias Brenner         | Daniel Prohaska       |
| Johannes Terne           | Dr. Desche            |
| Ronald Nitschke          | Heinz                 |
| Martin Butzke            | Jello                 |
| Dirk Martens             | Peter Billheim        |
| Karl-Fred Müller         | Lianes Vater          |
| Christoph Grunert        | Hagen Stankowsky      |
| Linda Chang              | Sung Mei              |
| Regine Seidler           | Marta Wegner          |
| Paul Maximilian Schüller | Ivo Wegner            |
| Lisa Brühlmann           | Nora Beier            |
| Henrik Zimmermann        | Justizvollzugsbeamter |
| Alexander Wolf           | Mario Ackers          |

## Rezeption

### Kritik
Quotenmeter.de urteilte anerkennend: „Das Produktionsteam belohnt sich mit dem Zweiteiler selbst, denn die beiden Spielfilme sind ein Hingucker geworden, die an Nervenkitzel und Spannung einiges bereithalten.“ „Doch einige Kritikpunkte gibt es dann doch noch: Zum einen wirken die Gefängnis-Szenen im zweiten Teil zu klischeehaft (‚Frischfleisch vom Bullen‘) und möglicherweise überholt. Zum anderen enttäuscht die finale Auflösung im zweiten Teil etwas. Leider wird nur allzu leicht der Eindruck erweckt als seien die Ideen für ein gutes Finale als krönenden Abschluss ausgegangen.“ „Letztlich aber weiß ‚SOKO Leipzig: Gefangen‘ trotz der kleinen Schwachstellen im zweiten Teil vollends zu überzeugen. Ein Geburtstagsgeschenk zum Zehnjährigen ist es für die Leipziger allemal.“
Rainer Tittelbach von Tittelbach.tv wertete: „Die ersten 90 Minuten kommen schwer in Gang. Der zweite Teil zieht dann die Spannungsschraube kräftig an. Doch diese mit Genreklischees überhäufte Mixtur aus US-Serie der 1980er, TV-Movie der 1990er und dem ZDF-Freitagskrimi der späten 2000er Jahre muss man schon mögen.“ Fazit: „Dieses ‚SOKO‘-Special ist nichts für Feingeister.“

### Einschaltquoten
| Teil | Drehzeit                | Erstausstrahlung | Einschaltquote | Marktanteil |
| ---- | ----------------------- | ---------------- | -------------- | ----------- |
| 1    | 11. Mai – 25. Juni 2010 | 7. Januar 2011   | 4,57 Mio.      | 14,2 %      |
| 2    | 11. Mai – 25. Juni 2010 | 14. Januar 2011  | 5,14 Mio.      | 15,3 %      |